# Фредриксен, Ульрик
Ульрик Тиллунг Фредриксен (норв. Ulrik Tillung Fredriksen; 17 июня 1999, Берген, Норвегия) — норвежский футболист, защитник клуба «Хёугесунн».

## Клубная карьера
Фредриксен начал карьеру выступая за полупрофессиональные клубы «Садален» и «Филлингсдален». В 2017 году Ульрик подписал контракт с «Согндалом». 7 мая в матче против «Хёугесунна» он дебютировал в Типпелиге. По итогам сезона клуб вылетел в Первую лигу, но Фредриксен остался в команде. 22 апреля 2018 года в поединке против «Конгсвингера» Ульрик забил свой первый гол за «Сонгдал».

## Международная карьера
В 2018 году в составе юношеской сборной Норвегии Фредриксен принял участие в юношеском чемпионате Европы в Финляндии. На турнире он сыграл в матчах против команд Португалии, Италии и Англии.